# 白棚線

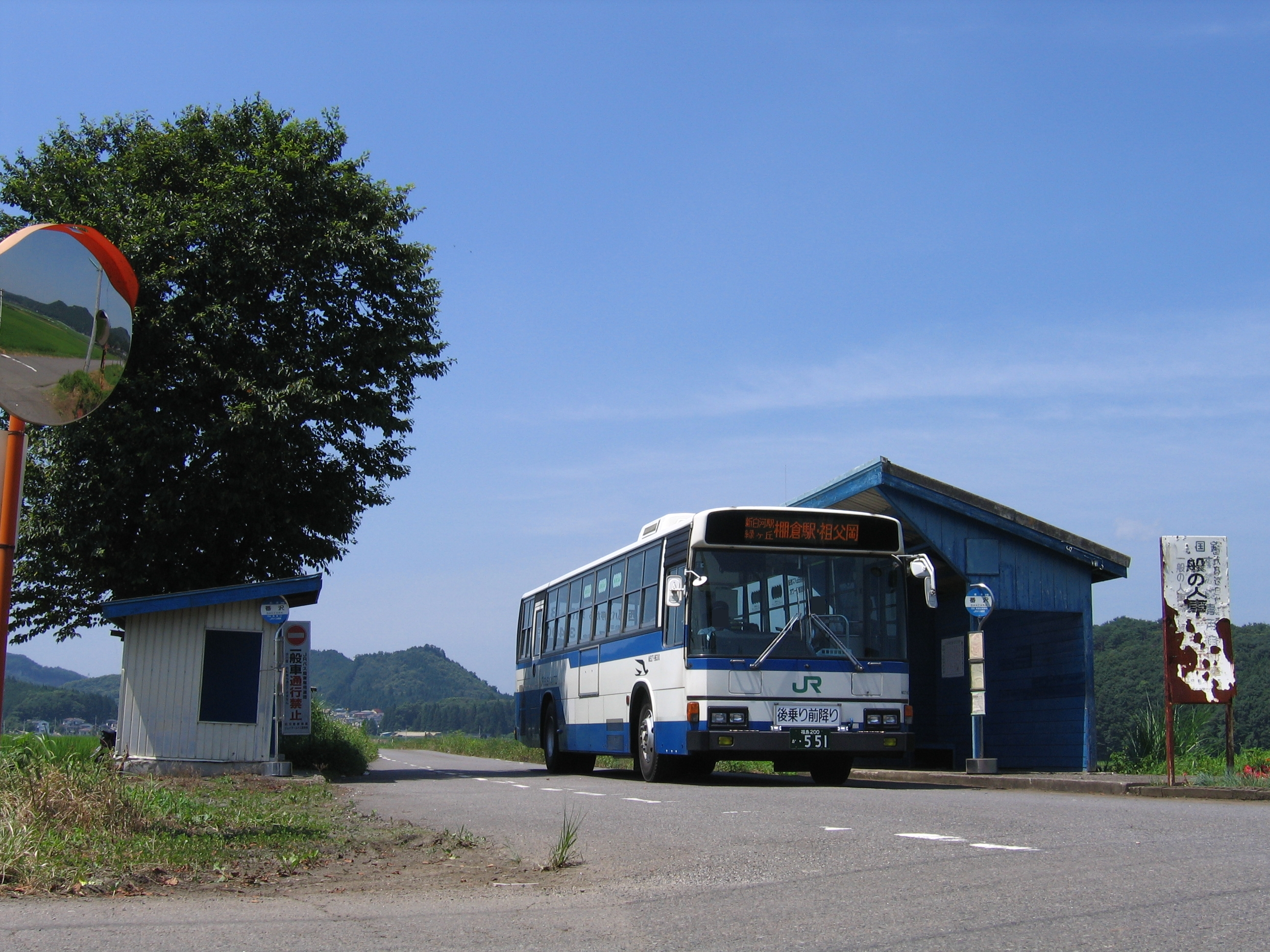
番沢停留所（2006年8月撮影）

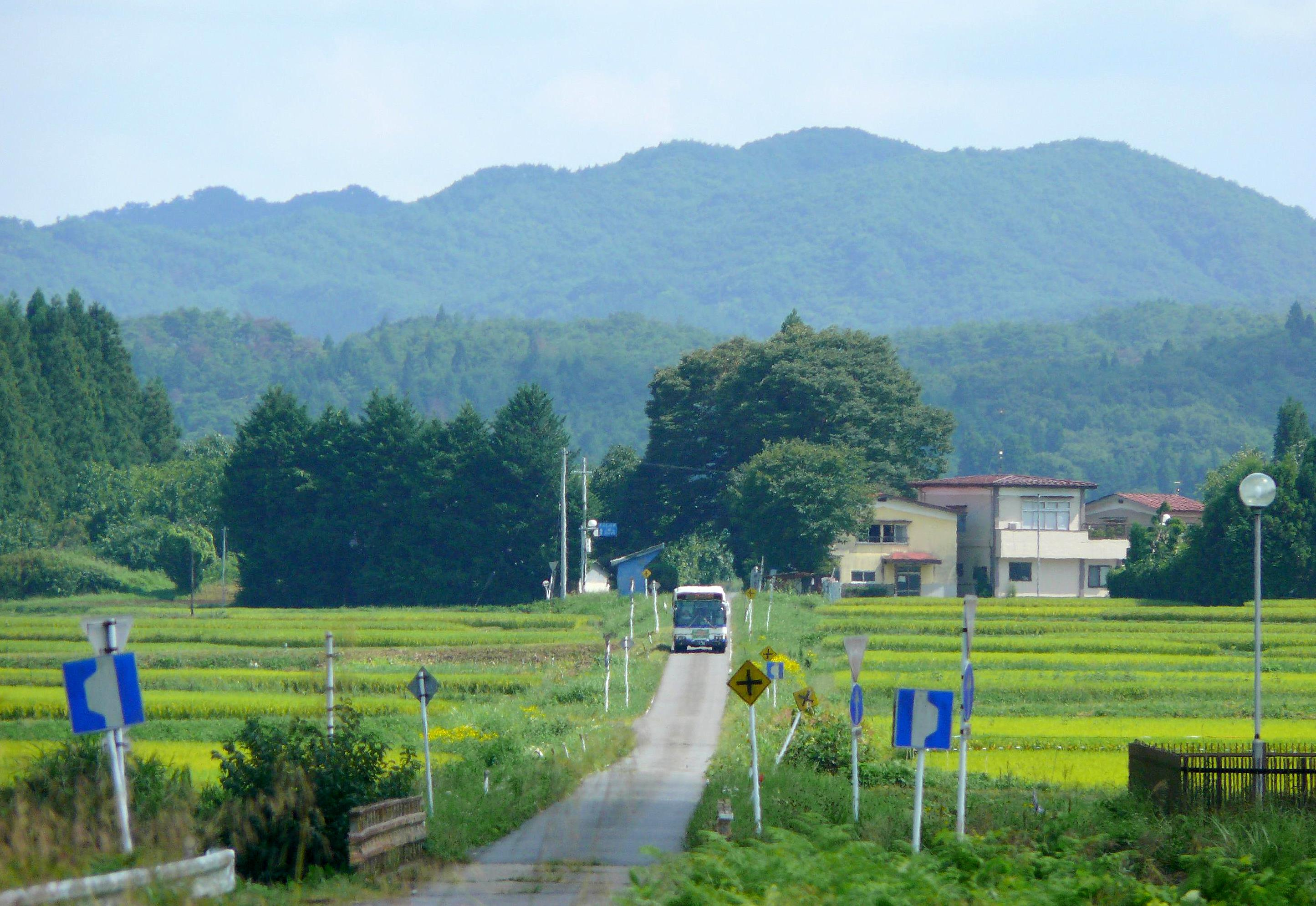
専用道路を走るバス。
（番沢-温泉口　2009年9月撮影）

白棚線（はくほうせん）は、福島県白河市の白河駅と同県東白川郡棚倉町の磐城棚倉駅を結んでいた運輸通信省の鉄道路線、およびこれを引き継いだジェイアールバス関東（JRバス関東）の自動車路線である。
白棚鉄道として1916年に開業、1938年に鉄道国有化により買収され白棚線となった。1944年には全線休止となり、バスに転換された。バス路線の一部区間はバス専用道路に転用されている。

## 鉄道路線

### 路線データ（休止時）
- 管轄：鉄道省
- 区間（営業キロ）：白河 - 磐城棚倉 23.3 km
- 軌間：1,067 mm
- 駅数：11
- 複線区間：なし（全線単線）
- 電化区間：なし（全線非電化）

### 歴史

#### 前史
東白川郡棚倉町は江戸時代には棚倉藩の城下町であり郡役所、警察署、税務署が所在しており、東白川郡の中心地であったが、日本鉄道が開通して白河に停車場が設けられてからは、交通上不利な立場となり、町は衰退していった。
一方、金山村や高野村には炭鉱があったことから、白河 - 棚倉間の鉄道敷設の計画者が次々とあらわれた。その嚆矢は1896年（明治29年）7月に出願された「白河炭鉱鉄道」であるが、1898年（明治31年）に出願は却下された。
その後は地元の有志たちが鉄道敷設運動を行ない、陳情もされるがなかなか実を結ばず、具体化されたのは当時鉄道王と呼ばれた雨宮敬次郎が登場してからである。雨宮は各地の有力者の協力のもと全国に軽便鉄道を建設し、1908年（明治41年）にそれらを統合して「大日本軌道」を設立することになるのであるが、ここ白河 - 棚倉間にも鉄道を敷設することを計画し、地元の有力者とともに、1907年（明治40年）2月内務省に特許申請し、10月7日に白棚軌道に対し軌道特許状が下付された。ところが、道路上に軌道を敷設することから、道路幅員が人家のあるところで単線四間、複線五間、それ以外の場所はそれぞれ三間と四間という条件であったものが、陸軍省から特許後の15日に「人家のあるところで単線六間半、複線七間等々の拡幅を開業後適当な時期におこなうように」との条件が加えられた。これには多額の資金負担を必要とすることから、特許有効期限延長申請が提出され、計画が中断した。
白棚軌道が暗礁に乗り上げているなか、1908年（明治41年）2月12日に棚倉鉄道に対し仮免許状が下付されている。区間は白河町 - 棚倉町間、西白河郡金山村 - 同郡同村白河炭鉱間、軌間は762 mm、発起人総代は白河炭鉱所有者の岡野磧である。資材は軌間762 mmから1,067 mmへ改軌工事中の青梅鉄道から調達することとし、用地買収交渉や株式応募は行われたようだが、石井村の大地主が計画から降り、1909年（明治42年）には「有効期限内ニ本免許ノ申請ヲ為ササル」という理由で免許が失効する。白棚軌道も打開策を見いだせず、特許有効期限延長申請が再三にわたったため却下され、同年6月1日に特許状が返納され、計画は実現しなかった。
1911年から1912年にかけて5社の出願がされた。1911年11月に出願された白棚軽便鉄道は、発起人代表が金山の金鉱山主の西田仁三郎。他に白棚軌道の発起人、棚倉鉄道の発起人が名を連ねた。1911年10月に出願された白河鉄道（1）は大日本軌道の小澤信之輔、大淵龍太郎や棚倉鉄道発起人の岡野磧が発起人にいた。なお雨宮は1911年1月に死亡している。1911年5月に出願された東北炭鉱は、本社東京鉱業部東白川郡高野村瀬ヶ野にあったが、出願書に添えられた福島県の意見書によれば「休眠会社であり、事業成功の見込み無し」とされていた。1911年12月に出願された白河鉄道（2）は、東北炭鉱の専務取締役の四方常次郎が発起人の中にいた。最後に出願された白河鉄道（3）には、発起人に福島人や炭鉱業者も参加しておらず、投機資本家で構成しているとみられている。1912年6月になり、鉄道院は東北炭鉱以外の4社の合同を県知事に命令することになった。しかし交渉はうまくいかず、1913年6月に地元資本家の多数いる白棚軽便鉄道に免許状が下付され、他の3社は出願を却下されることとなった。

#### 白棚鉄道の成立
免許状を下付された白棚軽便鉄道は、1914年春から株式募集活動を始め、6月17日に白河町で会社設立総会を開き定款、役員を決定した。なお発起人代表の西田は1913年1月に発起人から脱退している。地元有志たちからは須賀川出身の立憲国民党（のち憲政会）代議士、愛国生命保険社長の鈴木万次郎が推されていたが、鈴木が福島市の土建業者で福島電燈他多数の会社の重役を務める大島要三を推したため、大島が社長に就任した。この頃に白棚軽便鉄道から白棚鉄道に改称した。
1914年6月20日、工事施工認可申請を行ない（認可期限の2日前）、まもなく測量に着手し、用地買収に着手した。沿線住民は鉄道建設に協力し用地買収は順調に進められ、9月までに測量が終了し、用地買収は11月30日までに全部終了した。1915年3月18日工事施工申請を行ない工事に着手。翌年には国有鉄道（鉄道院）線との連絡上、軌間を762mmから1067mmに変更することにし、資金の不足分は愛国生命の融資によった。そして1916年10月8日に白河町 - 金沢内間が開業し、続いて11月29日に金沢内 - 磐城棚倉間が開業した。軌条、車両とも鉄道院からの払下げであった。また梁森駅から白河炭鉱まで引込線を開通させた（0.77哩）。白河炭鉱の所有者は取締役の安川栄次郎である。1918年になり白河鉱業合資会社を設立し、大島と鈴木が出資社員になった。
経営状況は貨物収入の伸び率が旅客収入の伸びより悪かった。また借入金の利子が累積赤字とし、残る状態は経営の枷となり、配当が出たのは1922年下期からであった。また貨物収入を見込み、引込線を敷設した白河炭鉱は1917 - 1919年が最盛期で、このころの出炭量は年6000トン位であったが、1920年には休山となってしまう。安川は1918年に炭坑商船蔵内次郎作に売却し、白棚鉄道取締役を1921年10月に辞任する。
1923年ころから不況の影響がみられるようになり、貨物が減少した。また乗合自動車が白河-棚倉間の運転をはじめ、旅客数が減少したため1924年に運転回数の増加で対応した。さらに1929年に乗合自動車に対抗するため、列車本数頻発と燃料費節約をはかるべくガソリンカーを投入し、専用停留場を設けて旅客確保に努めたが、昭和金融恐慌もあり、1925年下期を最後に無配に転じた。

#### 買収運動
1932年に水郡南線が終点の磐城棚倉駅に乗り入れるようになると、運賃の関係上貨物の大半を国有鉄道（鉄道省）に奪われ、経営不振に陥った。このため白棚鉄道は1933年に運輸営業廃止申請をする一方、「白棚鉄道買収の請願」をだした。買収の請願は第64回帝国議会で採択されたが、財政上の理由から実施は見送られてしまう。その後も請願は続けられようやく1936年12月の鉄道省省議により、買収するだけの公債を発行する余裕がないことから、政府借上げをすることに決定された。そして1938年に借入営業を開始し白棚線となった。その後も設備投資の必要性から買収の請願は続けられ1941年に買収が決定、正式に国有鉄道（鉄道省）の路線となった。しかし、太平洋戦争の激化とともに、1944年に不要不急線として休止され、レールなどが撤去された。
戦後には復活も検討され、レールバスを運行する計画もあり、同線向けにキハ10000形気動車やDD11形ディーゼル機関車の設計製造も行われたものの、最終的に鉄道としての復活を断念し、線路敷を専用道路に転用してバス路線として運行されることとなった。
- 1913年（大正2年）6月23日 白棚軽便鉄道に対し鉄道免許状下付（西白河郡白河町-東白川郡棚倉町間 軌間762mm）[17]
- 1914年（大正3年）6月17日 白棚鉄道株式会社設立[18][19]
- 1916年（大正5年）
  - 10月8日 【開業】白棚鉄道 白河町 - 金沢内 (19.6 km) 【駅新設】白河町、南湖（停留場）、古関（停留場）、金山町、金沢内[20]
  - 11月7日 【駅名改称】金山町→磐城金山[21]
  - 11月29日 【延伸開業・全通】金沢内 - 磐城棚倉 (3.7 km) 【駅新設】磐城棚倉[22]
- 1917年（大正6年）4月28日 【駅新設】梁森[23]
- 1926年（大正15年）5月19日 【駅新設】関山口[24]
- 1929年（昭和4年）4月1日 【駅新設（ガソリンカー専用）】登町（停留場）、番沢（停留場）、三森（停留場）[25]
- 1931年（昭和6年）9月15日 【停留場→駅】関山口
- 1932年（昭和7年）
  - 8月1日 【駅名改称】白河町→白棚白河
  - 11月11日 水郡南線延伸開業。磐城棚倉駅に乗り入れ
- 1933年（昭和8年）5月30日 運輸営業廃止の申請[26]
- 1934年（昭和9年）12月4日 水郡線全通
- 1938年（昭和13年）10月1日 【借入】白棚線（白棚鉄道） 白河 - 磐城棚倉 (23.3 km) [27]【停留場→駅】登町、南湖、古関、番沢、三森 【駅統合】白棚白河→白河
- 1941年（昭和16年）5月1日 【買収・国有化】白棚線 白河 - 磐城棚倉[28]
- 1944年（昭和19年）12月11日 【休止】全線 (-23.3 km)[29]。代行バス（白棚線）運行開始

### 駅一覧
全線福島県内に所在。接続路線の事業者名は白棚線休止時点のもの。
| 駅名       | 営業キロ | 営業キロ | 接続路線・備考       | 所在地 |
| 駅名       | 駅間     | 累計     | 接続路線・備考       | 所在地 |
| ---------- | -------- | -------- | -------------------- | ------ |
| 白河駅     | -        | 0.0      | 運輸通信省：東北本線 | 白河市 |
| 登町駅     | 1.3      | 1.3      |                      | 白河市 |
| 南湖駅     | 3.2      | 4.5      |                      | 白河市 |
| 関山口駅   | 3.0      | 7.5      |                      | 白河市 |
| 古関駅     | 3.5      | 11.0     |                      | 白河市 |
| 番沢駅     | 1.4      | 12.4     |                      | 白河市 |
| 磐城金山駅 | 1.7      | 14.1     |                      | 白河市 |
| 梁森駅     | 1.7      | 15.8     |                      | 白河市 |
| 三森駅     | 2.1      | 17.9     |                      | 白河市 |
| 金沢内駅   | 1.7      | 19.6     |                      | 棚倉町 |
| 磐城棚倉駅 | 3.7      | 23.3     | 運輸通信省：水郡線   | 棚倉町 |

### 輸送・収支実績
| 年度 | 輸送人員（人） | 貨物量（トン） | 営業収入（円） | 営業費（円） | 営業益金（円） | その他損金（円） | 支払利子（円） | 政府補助金（円） |
| ---- | -------------- | -------------- | -------------- | ------------ | -------------- | ---------------- | -------------- | ---------------- |
| 1916 | 9,564          | 332            | 2,493          | 3,970        | ▲ 1,477        |                  |                |                  |
| 1917 | 79,073         | 21,894         | 41,051         | 39,151       | 1,900          | 雑損金347        | 36,164         |                  |
| 1918 | 118,935        | 32,311         | 66,547         | 55,421       | 11,126         | 11,145           | 26,141         | 18,621           |
| 1919 | 137,916        | 33,824         | 83,296         | 62,521       | 20,775         |                  | 20,854         | 8,360            |
| 1920 | 151,264        | 34,925         | 108,987        | 72,909       | 36,078         |                  | 21,830         |                  |
| 1921 | 125,363        | 34,427         | 119,062        | 82,597       | 36,465         |                  |                |                  |
| 1922 | 130,341        | 41,400         | 136,085        | 89,963       | 46,122         |                  |                |                  |
| 1923 | 138,432        | 40,152         | 137,089        | 90,543       | 46,546         |                  | 14,404         |                  |
| 1924 | 131,224        | 47,057         | 139,545        | 97,964       | 41,581         |                  | 21,162         |                  |
| 1925 | 125,765        | 35,308         | 120,671        | 106,087      | 14,584         | 雑損190          | 21,206         | 29,805           |
| 1926 | 127,289        | 39,484         | 123,207        | 98,352       | 24,855         |                  | 19,366         | 20,082           |
| 1927 | 111,363        | 37,789         | 116,165        | 87,975       | 28,190         |                  | 18,598         |                  |
| 1928 | 104,939        | 40,124         | 117,754        | 89,517       | 28,237         |                  | 17,761         |                  |
| 1929 | 109,357        | 35,500         | 109,864        | 89,195       | 20,669         | 雑損61           | 27,520         |                  |
| 1930 | 106,666        | 27,599         | 88,672         | 70,761       | 17,911         |                  | 17,161         |                  |
| 1931 | 108,288        | 22,715         | 63,721         | 49,530       | 14,191         |                  | 17,683         |                  |
| 1932 | 98,705         | 16,509         | 49,018         | 45,643       | 3,375          |                  | 18,333         |                  |
| 1933 | 118,447        | 11,581         | 43,265         | 43,775       | ▲ 510          |                  | 20,639         |                  |
| 1934 | 139,774        | 11,984         | 47,432         | 48,083       | ▲ 651          |                  | 23,090         |                  |
| 1935 | 136,763        | 6,580          | 40,148         | 43,079       | ▲ 2,931        | 雑損59           | 23,780         |                  |
| 1936 | 138,860        | 7,732          | 45,939         | 49,153       | ▲ 3,214        | 雑損11,450       | 23,820         |                  |
| 1937 | 146,039        | 9,591          | 49,627         | 58,027       | ▲ 8,400        |                  | 25,263         |                  |

- 鉄道院鉄道統計資料、鉄道省鉄道統計資料、鉄道統計資料、鉄道統計各年度版

### 車両

#### 白棚鉄道時代の車両
開業時に機関車1両三等客車6両、有蓋貨車3両、無蓋貨車1両。機関車、客車は国有鉄道からの払下げで機関車1両は遅れて竣功している。
- 1 - 開業時に鉄道院（国有鉄道）から払い下げられた車軸配置2-6-2(1C1)のタンク機関車[33][32]3253。詳細は国鉄3250形蒸気機関車を参照。
- 2 - 開業時に鉄道院から払い下げられた車軸配置2-4-0(1B)のタンク機関車[33]171。詳細は国鉄170形蒸気機関車を参照。
- 3 - 1920年に日本車輌製造で製造した車軸配置0-6-0(C)のタンク機関車。詳細は国鉄1225形蒸気機関車参照。
- ガ1・ガ2 - 1928年、雨宮製作所製のガソリンカー（木製二軸車）。詳細は買収気動車#白棚鉄道（のち白棚線）を参照。
- 客車 - 鉄道院から二軸客車6両の払下げを受けている[33]。総て三等車（形式2024[34]）のため一部を二三等客車、三等緩急車に改造した[35]。1928年のガソリンカー導入時に3両が廃車された。
  - ロハ1（旧記号番号ハ2051）定員二等12人三等25人
  - ハ1（旧記号番号ハ2059）定員50人
  - ハ2（旧記号番号ハ2047）定員50人
  - ハ3（旧記号番号ハ2048）定員50人
  - ハブ1（旧記号番号ハ2062）定員50人
  - ハブ2（旧記号番号ハ2060）定員50人
- 貨車 - 開業時に有蓋車3両、無蓋車1両、その後無蓋車を増備し一時は36両保有した。

1941年の買収時に鉄道省に引き継がれた車両は、蒸気機関車3両、ガソリンカー2両、客車3両、貨車33両であった。
| 車種         | 白棚鉄道番号 | 鉄道省形式名 | 鉄道省番号      |
| ------------ | ------------ | ------------ | --------------- |
| ガソリンカー | ガ1・ガ2     | キハ1        | キハ1・キハ2    |
| 客車         | ハブ1・ハブ2 | ハ1          | ハ1・ハ2        |
| 客車         | ハ4          | ハ4          | ハ4             |
| 貨車         | ワ1 - ワ3    | ワ1          | ワ1 - ワ3       |
| 貨車         | ト7 - ト21   | ト1          | ト2942 - ト2956 |
| 貨車         | ト22 - ト36  | ト4700       | ト4859 - ト4873 |

#### 車両数の変遷
| 年度      | 機関車 | ガソリンカー | 客車 | 貨車 | 貨車 |
| 年度      | 機関車 | ガソリンカー | 客車 | 有蓋 | 無蓋 |
| --------- | ------ | ------------ | ---- | ---- | ---- |
| 1916      | 2      |              | 8    | 3    | 6    |
| 1917      | 2      |              | 6    | 3    | 6    |
| 1918-1919 | 2      |              | 6    | 3    | 21   |
| 1920-1923 | 3      |              | 6    | 3    | 21   |
| 1924-1928 | 3      |              | 6    | 3    | 36   |
| 1929-1935 | 3      | 2            | 3    | 3    | 36   |
| 1936-1937 | 3      | 2            | 3    | 3    | 30   |

- 鉄道院鉄道統計資料、鉄道省鉄道統計資料、鉄道統計資料、鉄道統計各年度版

## バス路線
| 関辺停留所で専用道から一般道に合流する白棚線 |  | 磐城金山 - 関辺間のバス専用道を通るJRバス。写真奥に見える道路は、専用道と平行する国道289号。 |
| 関辺停留所で専用道から一般道に合流する白棚線 |  | 磐城金山 - 関辺間のバス専用道を通るJRバス。写真奥に見える道路は、専用道と平行する国道289号。 |

休止となった鉄道の白棚線の線路敷を道路に転用した、祖父岡 - 磐城棚倉 - 白河を結ぶバス路線で、ジェイアールバス関東白河支店が運行を担当している。正式には磐城棚倉 - 白河が白棚線、浅川口 - 磐城逆川 - 金沢内、磐城棚倉 - 祖父岡が磐城南線となるが、運行には白棚線系統として一括して行われており、まとめて記述する。
本数は1時間に1本から6本と地方のバス路線としてはかなり多く、その利用者の多くは高校生である。本数は多いが続行して運転することが多い。これは専用道区間が単線線路を舗装化したため、停留所や待避所ですれ違いできるようダイヤを組んでいるからである。また、その使命から地域間輸送だけでなく新白河駅発着に関しては、新幹線接続の目的もある。
バス路線の途中、磐城金山 - 関辺間がバス専用道路、その他の区間のほとんどは国道289号や118号を走る。専用道は直線が多く、信号がないため、最高時速60キロで一般道を走るよりスムーズに運行している。以前は普通・急行の設定があったが、現在はない。
経由は、新白河経由、新白河/緑ヶ丘経由、旭高校経由、棚倉高校経由などがあったが、2009年3月20日のダイヤ改正により緑ヶ丘経由と棚倉高校経由、ルネサンス棚倉発着便は廃止された。旭高校経由については、同区間が福島交通のエリアであることから、一部を除いてクローズドドアであったが、2004年3月に福島交通に合わせて停留所が設置されている。

### 開業当時
戦後に2度も鉄道路線の復元工事が計画されたものの、最終的には線路敷をバス専用道として舗装化し、1957年に白棚高速線として開業した。当時は現在の国道289号に並行した路線もあったため、このように独立した路線名だった。それだけでなく、この当時は幹線級の国道でも地方では砂利道であることが多かったなか、直線でスピードが出せる道路を日本国有鉄道（国鉄）が費用をかけて舗装化したのは、将来のローカル線のあり方（不採算路線のバス化）を示したことや、自動車局の事業でいえば、名神高速線・東名高速線の開業に向け、メーカー試作の高速バス車両（三菱MAR820改型、B906R型等） の試験運転を行ったことなど、先駆的役割も多かった。

### 現在のバス専用道区間
| バス専用道上の随所に、一般車・人の通行禁止の看板が掛けられている。 |  | 一般車・人がバス専用道を横断する際は、原則として一時停止が必要である。（例：古関停留所付近、福島県道388号白坂関辺線交点にて。） |
| バス専用道上の随所に、一般車・人の通行禁止の看板が掛けられている。 |  | 一般車・人がバス専用道を横断する際は、原則として一時停止が必要である。（例：古関停留所付近、福島県道388号白坂関辺線交点にて。） |

バス専用道区間の短縮
開業時は磐城棚倉 - 白河間の大部分がバス専用道だったが、並行している国道289号の道路改良及び2013年に白河市表郷庁舎隣接地へ移転した表郷幼稚園付近の市道新設による一般道への転換、自然災害による廃止などにより徐々に一般道経由へ切り替えられていった。2024年7月1日より三森 - 表郷庁舎前間のバス専用道が老朽化に伴い廃止され、国道289号線上にバス停（高木、梁森、表郷庁舎前の3か所）が移設されることとなり、残る専用道区間は磐城金山 - 関辺間が唯一となった。
歩行者・自転車・一般車の通行禁止
バス専用道区間はJRバス関東の私有地の敷地内を走っている。バス車両の安全な通行を確保するため、JRバス関東と福島県白河警察署では、バス専用道区間での歩行者・自転車・一般車の通行を禁止している。この区間はJRバス関東所有の私道であるため、違反者には罰則も適用される。バス以外の通行防止策として、一般道との交差部分や停留所近くの随所に、「一般車通行禁止」の看板が掲げられており、専用道との交差部分では、「一時停止」の標識や「バス専用道路あり」の補助標識が設置されている。このため、専用道と一般道の交差では原則としてバス車両が優先であり、一般道側からは一時停止が必要である（ただし例外として、松上 - 番沢間にある県道中野番沢線との交差部分、並びに国道289号への合流部分においては一般道側が優先となっている）。
降雪時の除雪作業
専用道では冬季の降雪時において、独自に除雪作業をしなければならないため、2トントラックを改造した除雪車を常備している。使用時は前面にスノープラウを装着し、運転席からレバー操作をして排雪できるよう改造した車両である。以前はジープにスノープラウを装着して除雪作業をしていた。

### 歴史
- 1944年（昭和19年）12月11日 省営自動車白棚線 磐城棚倉 - 白河開業（代替バス運行開始。停車場 白河、白河中学校前、南湖、関山口、磐城高萩、磐城金山、梁森、三森、金沢内、磐城逆川、磐城棚倉）[40]
- 1948年（昭和23年）12月15日 停車場名改称（白河中学校前→白河高等学校前）[41]
- 1951年（昭和26年）3月27日 棚倉古町 - 磐城棚倉開業[42]。磐城高萩-関山口間に一本松停車場設置[43]
- 1952年（昭和27年）
  - 4月 鉄道建設審議会で鉄道の復元決定
  - 6月 棚倉古町 - 赤坂中野開業
- 1953年（昭和28年）
  - 2月28日 磐城棚倉 - 漆草開業
  - 11月26日 この日白棚線の復活起工式が行われるが、軌道の建設を断念
- 1956年（昭和31年）8月 鉄道建設審議会で自動車専用道による代替バス運行への変更決定
- 1957年（昭和32年）
  - 1月10日 線路敷のレールを撤去し、国鉄自動車専用道の工事を開始
  - 4月20日 国鉄自動車専用道が完成
  - 4月26日 白棚高速線磐城棚倉・白河間及び南湖 - 西郷間開業[44]。これに伴い既存の白棚本線は磐城本線に改称。
- 1964年（昭和39年）10月19日 南湖公園 - 西郷廃止
- 1965年（昭和40年）4月8日 白河 - 白女高開業
- 1966年（昭和41年）11月10日 南湖公園 - 緑ヶ丘 - 白河高校前間の支線開業
- 1968年（昭和43年）3月10日 宮下 - 東白農商前 - 棚倉古町開業
- 1969年（昭和44年）6月11日 東名高速線の開業に伴い、白棚高速線を白棚線に改称
- 1974年（昭和49年）12月11日 関東地方自動車部から、「白棚線（鉄道代行バス）開業30周年記念乗車券」を発売
- 1977年（昭和52年）4月26日 関東地方自動車部から、「白棚線（旧:白棚高速線）開業20周年記念乗車券」を発売
- 1978年（昭和53年）12月1日 東白農商前 - 祖父岡開業
- 1982年（昭和57年）
  - 4月26日 関東地方自動車部から、「白棚線（旧:白棚高速線）開業25周年記念乗車券」を発売
  - 6月23日 高山 - 新白河開業（東北新幹線開業による接続開始）
- 1987年（昭和62年）
  - 3月28日 白河 - 白女高廃止
  - 4月1日 国鉄バスからJR東日本バスに移管、合戦坂 - 白河廃止 （旧線路敷に平行していた初期路線）
- 1988年（昭和63年）4月1日 JR東日本バスからJRバス関東に移管、磐城金山駅営業中止
- 1990年（平成2年）10月 棚倉古町 - ルネサンス棚倉開業
- 1994年（平成6年）
  - 3月19日 棚倉古町 - 赤坂中野廃止
  - 11月23日 代替運行開始50周年を記念して、だるまバス（2両）運行開始（2004年まで）
- 1996年（平成8年） 表郷保育園前 - 長者久保 一般道（国道289号）化、磐城金山駅舎解体。
- 1997年（平成9年）12月 つつじヶ丘 - 旭高校 - 白河開業（旭高校 - 白河は復活）
- 1999年（平成11年）7月15日 路盤崩落により金沢内 - 檜木 - 浅川口休止
- 2000年（平成12年）
  - 3月 急行便廃止
  - 12月2日 金沢内 - 檜木 - 浅川口廃止、棚倉小学校前 - 総合体育館前開業（ルネサンス行の経路変更）
- 2001年（平成13年）3月 磐城逆川 - 棚倉高校前 - 東中居開業（棚倉高校前、棚倉町役場、宮下、中居バス停新設）、長者久保を表郷役場前に改称。
- 2002年（平成14年）12月1日 磐城金山 - 三森（国道289号経由、朝1便のみ）開業、白河東工業団地（古関 - 谷中）バス停新設。
- 2003年（平成15年）
  - 6月1日 JRバス関東創業15周年を記念し、白棚線・磐城北線のバス運賃を100円に値下げ。対象は小学生・中学生で、1回の乗車に限り適用。実施期間は2004年3月28日までの、土・日・祝日のみ。
  - 12月1日 西郷シャトル（新白河 - 西郷BS）開業
- 2004年（平成16年）
  - 2月 3月13日ダイヤ改正に伴い、白棚高速線開業当時の資料をモチーフとしたバス時刻表を配布。
  - 3月13日 磐城逆川 - 棚倉高校前 - 磐城棚倉開業（棚倉高校前移転） 、ショッピングセンター（新白河 - 白河モール前）、白河厚生病院（白河 - 中央中学校前）、旭町二丁目、八竜神、菅生館団地、南湖南口（旭高校前 - つつじヶ丘）バス停新設
- 2005年（平成17年）7月9日 西郷シャトル廃止
- 2007年（平成19年）
  - 3月18日 磐城金山 - 棚倉町役場 - 東中居（国道289号、118号棚倉バイパス経由）廃止
  - 7月1日 白棚高速線開業50周年記念集刊行
- 2008年（平成20年）
  - 3月15日 ダイヤ改正、旭町二丁目発棚倉方面行を設定。八竜神、菅生館団地、南湖南口は白河方面のみの停車となる。
  - 7月30日 停留所の名称を変更（表郷役場前→表郷庁舎前、南湖病院前→引目橋、白河厚生病院→横町）
- 2009年（平成21年）3月20日 ダイヤ改正、緑ヶ丘経由（新白河 - 緑ヶ丘 - 白河モール前）、棚倉高校経由（磐城逆川 - 棚倉高校前 - 磐城棚倉）、ルネサンス棚倉発着（棚倉小学校前 - ルネサンス棚倉）、東白農商前行（鉄砲町 - 東白農商前）を廃止。
- 2011年（平成23年）
  - 3月11日 東日本大震災発生によりバス専用道路の磐城金山 - 関辺間が使用不能に。その後国道289号への迂回運転を開始。
  - 6月20日 この日のダイヤ改正により、磐城棚倉 - 祖父岡間の昼中の運転を取りやめ、この区間は朝夕のみの運転となった。
  - 11月7日 土砂崩れ区間の温泉口 - 谷中間は並行する市道に迂回して、バス専用道路の運転が再開。
- 2014年（平成26年）
  - 5月17日 福島県観光キャンペーンにあわせ、国鉄バス時代（1960年 - 1971年）の車両デザインを復刻した「復刻デザイン路線バス」を同年6月30日までの期間限定で運行[45]。8月31日まで運行を延長。
- 2018年
  - 3月1日 白棚線60周年を記念した「SLラッピングバス」を運行開始[46]。記念乗車券も発売。
- 2019年
  - 10月6日 令和元年東日本台風（台風19号）の被害により、白河東工業団地 - 谷関辺間の専用道路が被災。国道289号線への迂回運転が開始される。
- 2021年
  - 3月27日 災害復旧工事完了に伴い、古関バス停が専用線上に戻る。
  - 10月1日 停車場名改称（棚倉古町→タカダメモリアルギャラリー前）
- 2024年
  - 5月18日 新常磐交通と共同で地域連携ICカード「LOCOCA」（ロコカ）を導入し、同時に交通系ICカード全国相互利用サービスによるICカードの利用が可能となる[47]。
  - 7月1日 バス専用道路の三森 - 表郷庁舎前間を一般道（国道289号）上へバス停を移設。同区間のバス専用道廃止。

ギャラリー
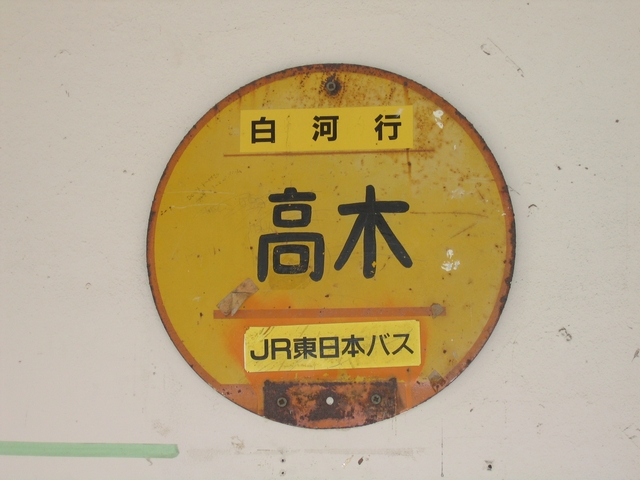
JR東日本バス当時の高木停留所（2005年9月撮影）
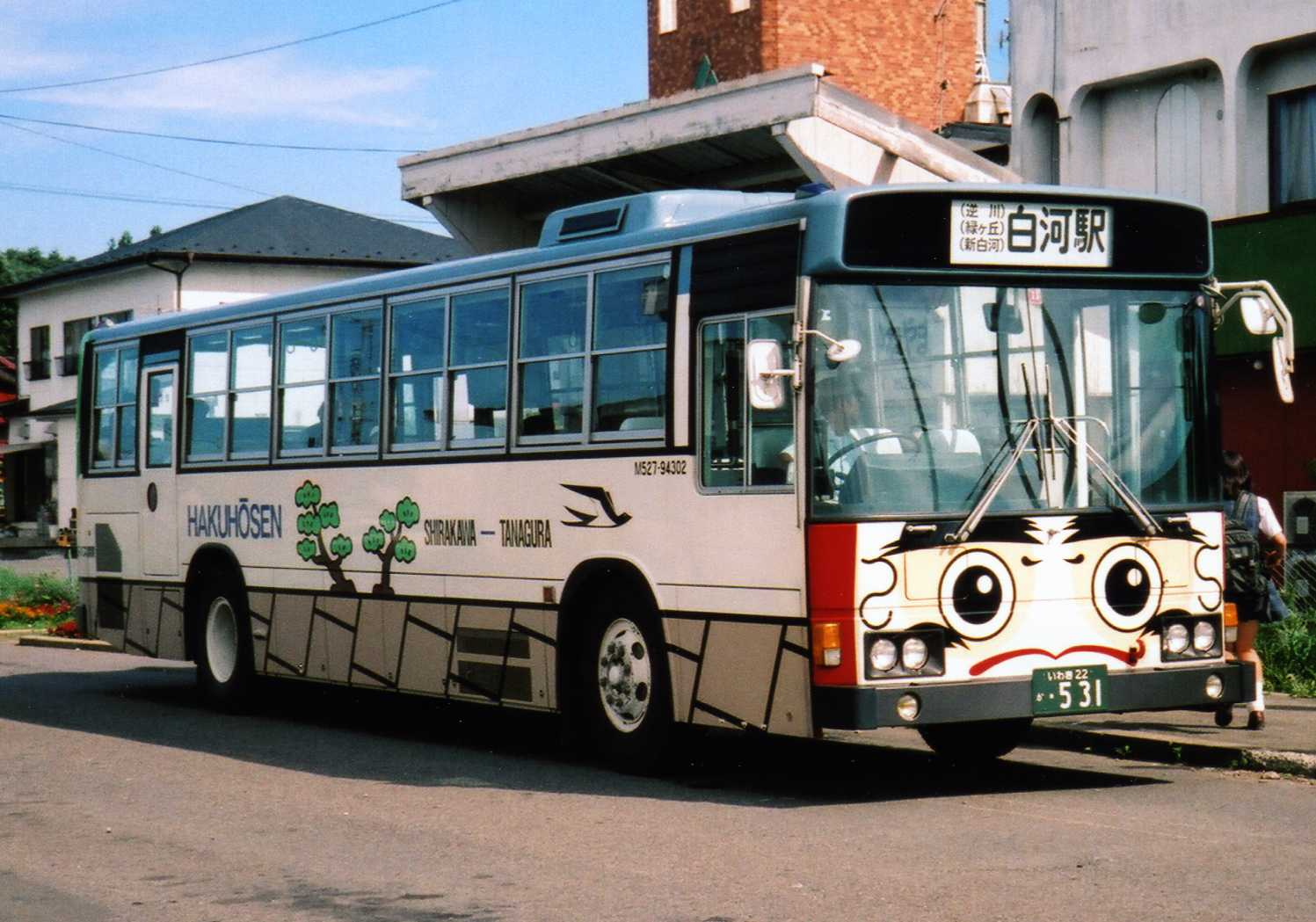
運行開始50周年を記念して登場した「だるまバス」 M527-94302（1996年7月撮影）
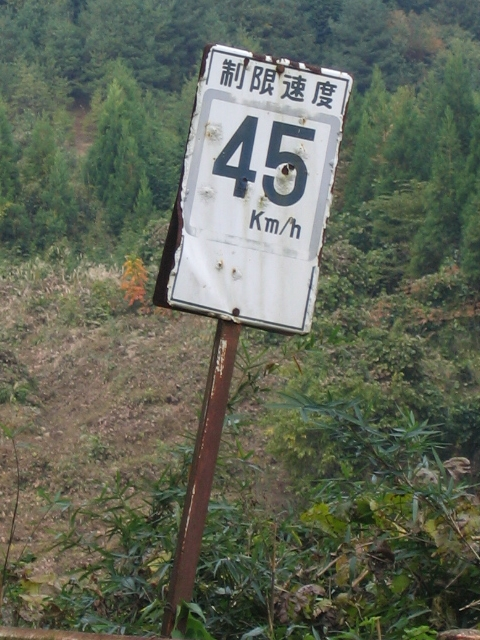
バス専用道上の速度制限標識（2005年11月撮影）
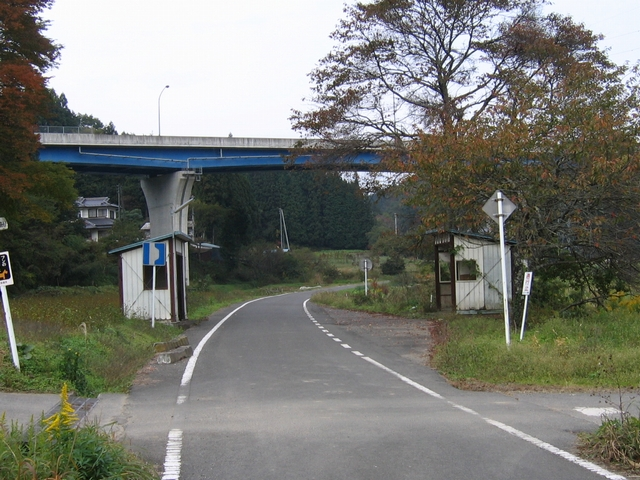
2000年3月に廃止された、桧木停留所（2005年11月撮影）
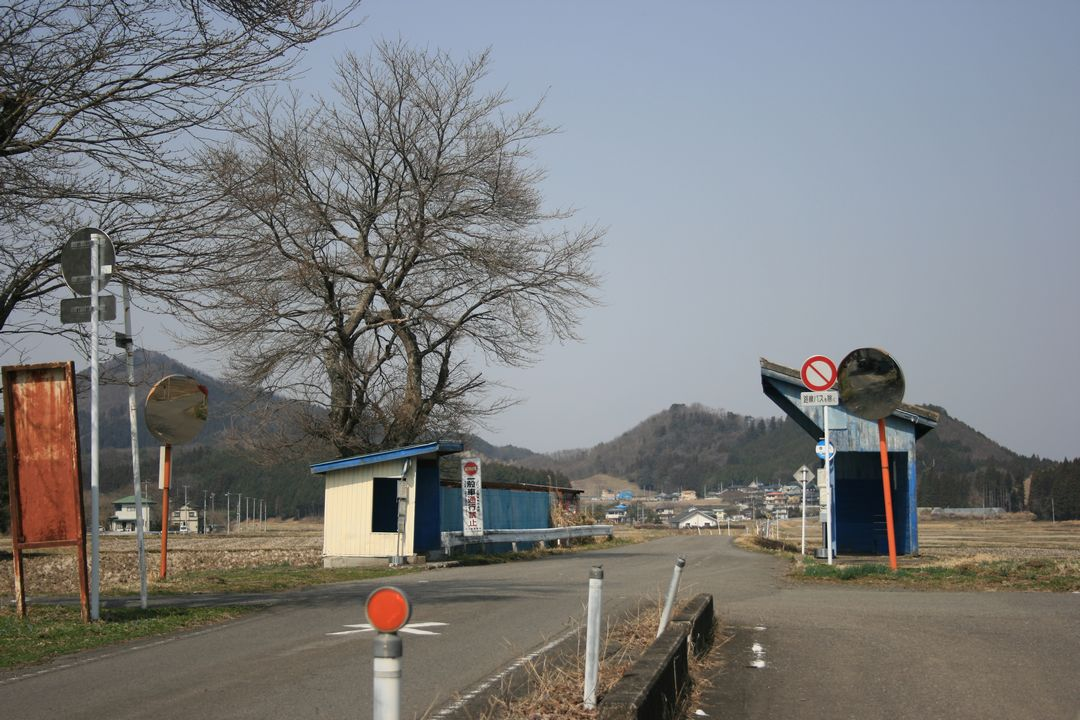
周辺の標識類が更新された、現在の番沢停留所（2015年3月撮影）
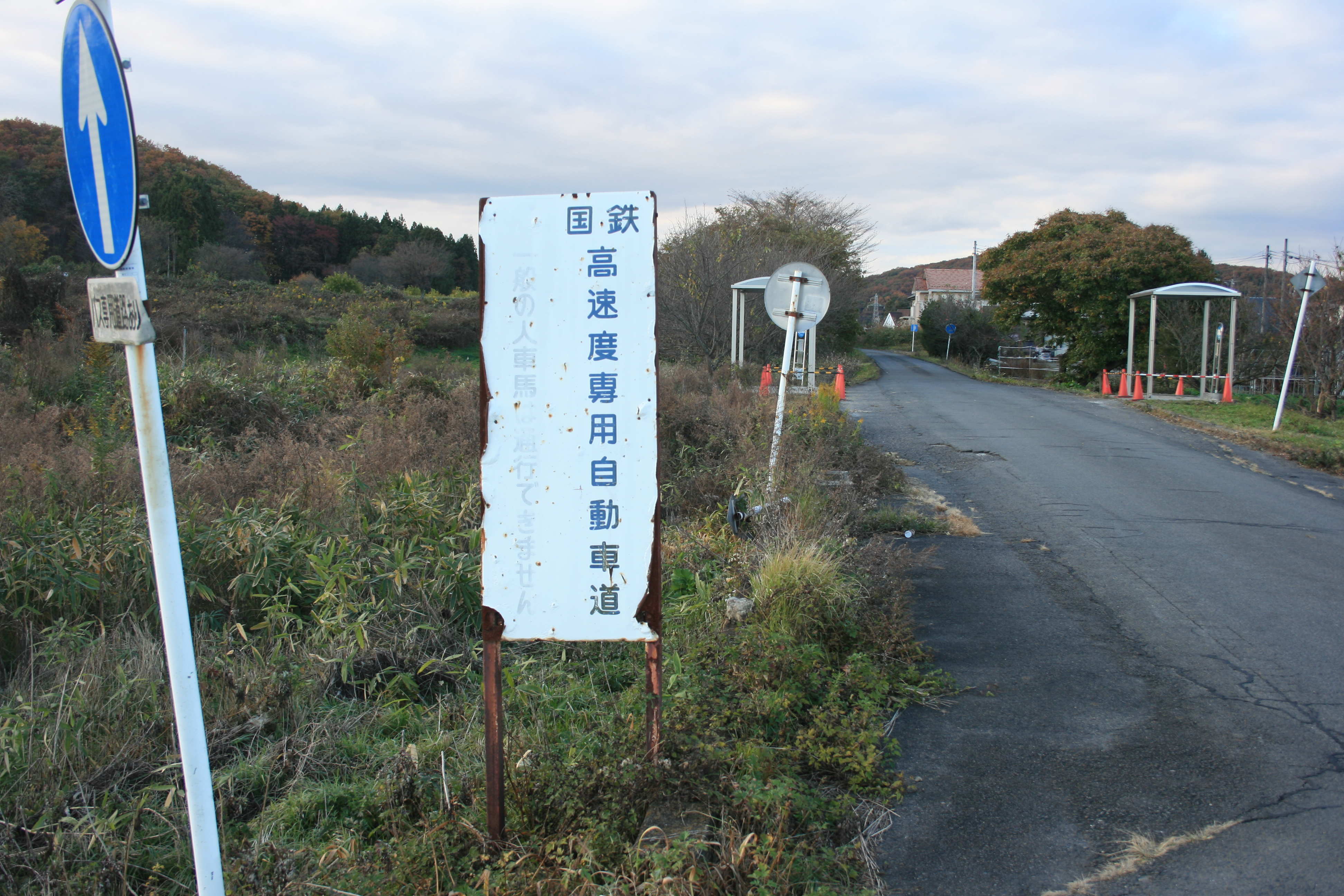
国鉄高速度専用自動車道の看板。古関停留所にて(2015年11月撮影)
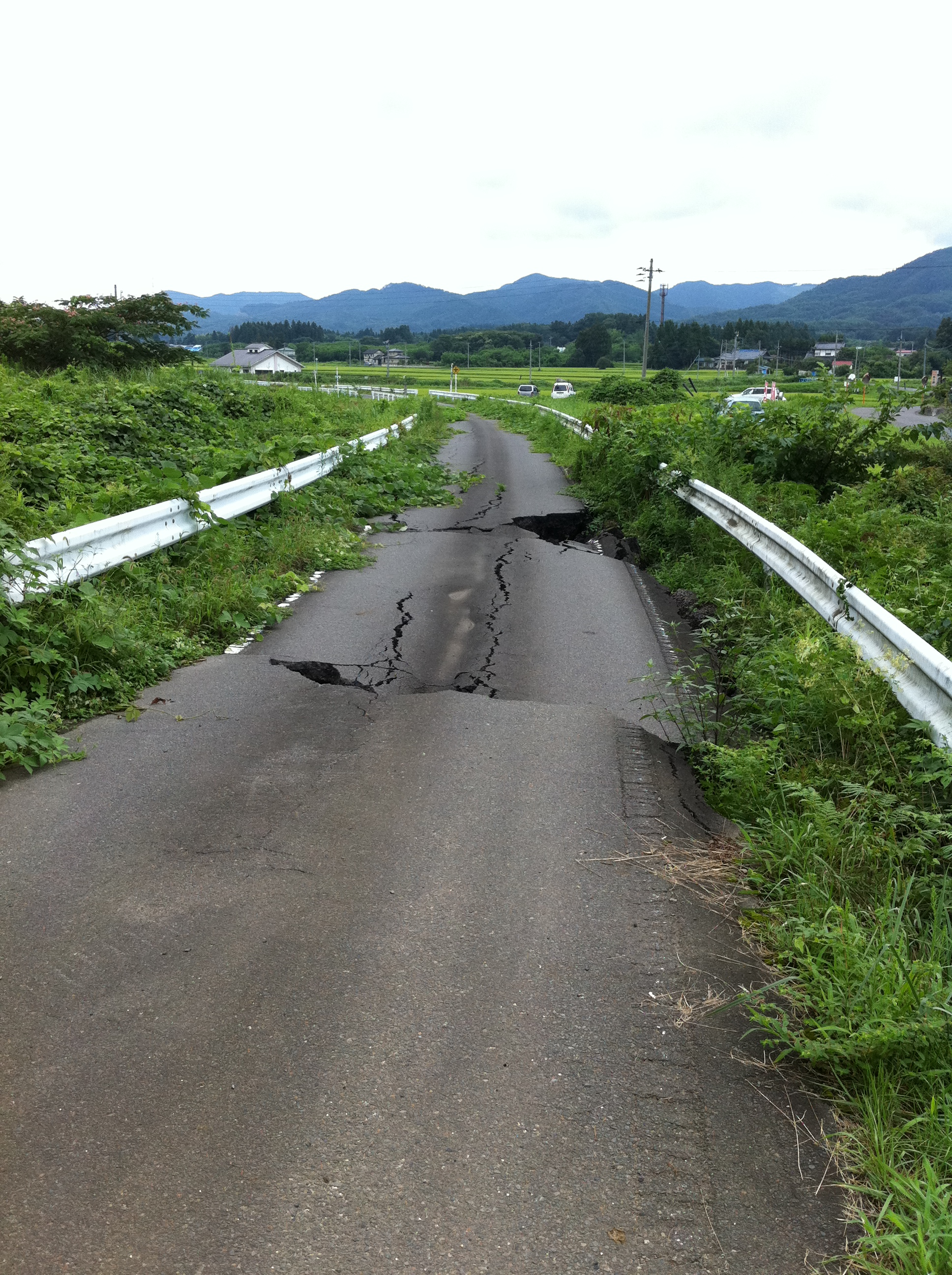
東日本大震災により被災した専用道路。温泉口バス停から番沢方面(2011年8月撮影)
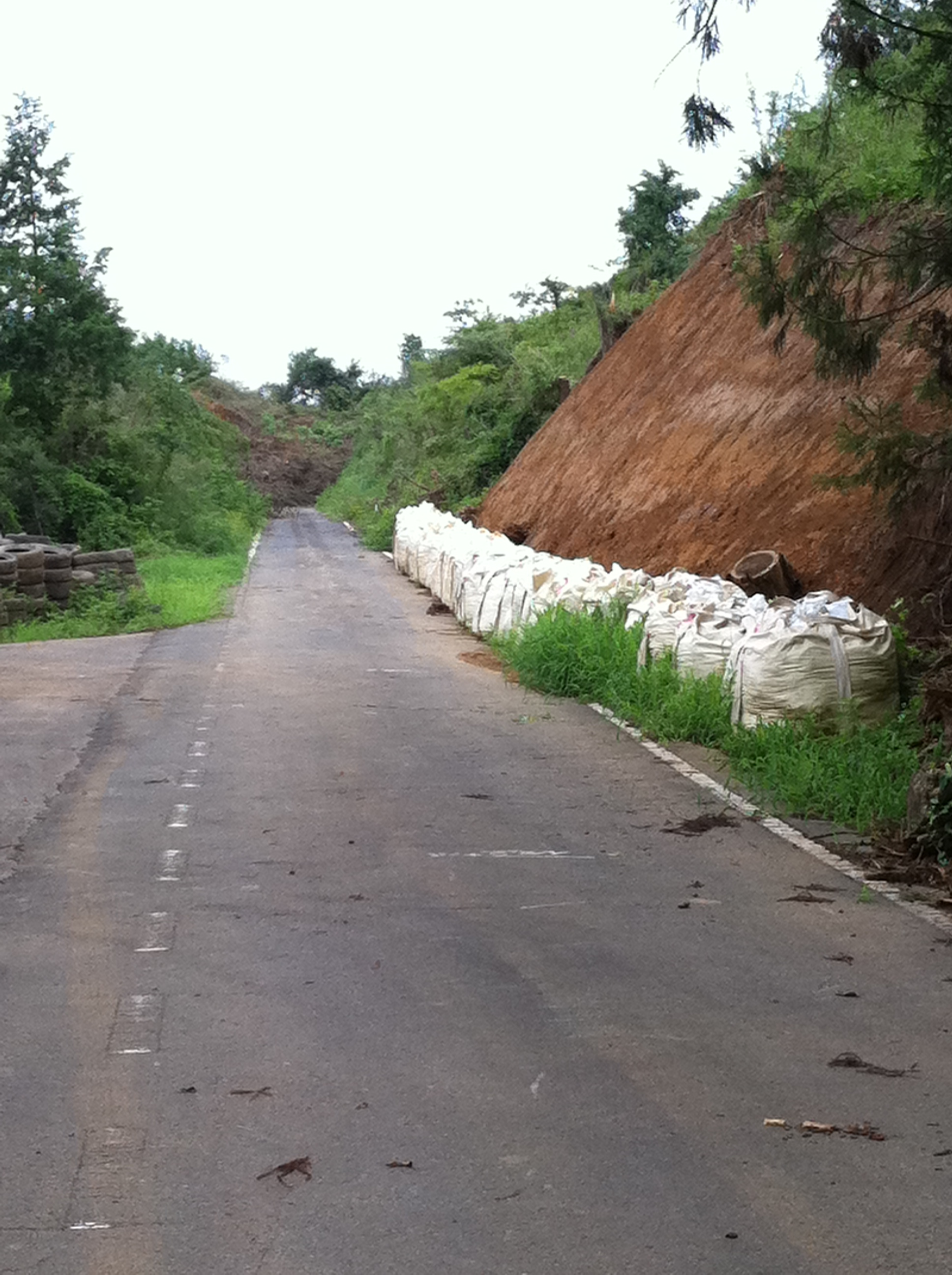
同、被災した専用道路。温泉口バス停から谷中方面(2011年8月撮影)

### 主な停車場
下記の停車場については、停車場中心が定められていた。磐城金山駅は自動車駅。また、白河高校前・南湖・番沢・金沢内には待合室とプラットフォームが設置され、鉄道の無人駅のような形態となった。
- 白河 - 白河高校前 - 南湖 - 農業高校前 - 関山口 - 古関 - 番沢 - 磐城金山 - 梁森 - 三森 - 金沢内 - 磐城棚倉

#### 運行経路
■新白河経由
白河 - 祖父岡
※斜字は専用道区間
白河 - 道場町 - 白河高校前 - 高山 - 新白河 - ショッピングセンター - 白河モール前 - 小丸山 - 団地前 - 南湖公園 - つつじヶ丘 - 実業高校前 - 引目橋 - 関山口 - 関辺 - 古関 - 白河東工業団地 - 谷中 - 温泉口 - 番沢 - 松上 - 磐城金山 - 表郷庁舎前 - 梁森 - 高木 - 三森 - 下羽原 - 金沢内 - 天王内 - 磐城逆川 - 公園下 - 浅川口 - 磐城棚倉 - 新町 - 棚倉小学校前 - 棚倉郵便局前 - 裁判所口 - タカダメモリアルギャラリー前 - 鉄砲町 - 東中居 - 西中居 - 祖父岡（そぼおか）
※区間便として以下のものが現在運行されている。
白河 - 磐城棚倉
白河 - 実業高校前（実業高校前から白河への便が昼に1本、実業高校の試験日に運行）
※2007年3月17日以前には、磐城逆川から磐城金山への区間便が平日の朝に1本運行されていた。
■旭高校前経由
白河 - 祖父岡
（白河方面行）（磐城棚倉→）実業高校前→つつじヶ丘→南湖東口→菅生館団地→八竜神→旭町二丁目→旭高校前→中央中学校前→横町→白河
（棚倉方面行）旭町二丁目→旭高校前→中央中学校前→横町→白河（→磐城棚倉） ※2008年3月15日改正から変更。

### かつて運行されていた経路
国道118号棚倉バイパス・棚倉町役場経由
磐城金山 - 東中居
※朝に片道1本（磐城金山→東中居）のみ。土日祝日・休校日運休
※磐城金山 - 三森 間は専用道路ではなく国道289号を運行
※2007年3月18日のダイヤ改正により休止
磐城金山 -（国道289号）- 三森 - 金沢内 - 天王内 - 磐城逆川 -（国道118号棚倉バイパス）- 棚倉町役場 - 宮下 - 中居 - 東中居

東白農商前止まり
※白河からの便が夜に片道1本のみ。
※2008年3月15日のダイヤ改正により休止、棚倉古町止まりとなる。
（白河 - ）磐城棚倉 - 新町 - 棚倉小学校前 - 棚倉郵便局前 - 裁判所口 - 棚倉古町 - 鉄砲町 - 東白農商前

ルネサンス棚倉発着
白河 - ルネサンス棚倉
※棚倉方面・白河方面ともそれぞれ2往復
※2009年3月20日のダイヤ改正により廃止
（白河 - ）磐城棚倉 - 新町 - 棚倉小学校前 - 総合体育館前 - ルネサンス棚倉

■新白河・棚倉高校前経由
白河 - 祖父岡
※棚倉方面へは朝の登校時間帯に平日3本、土日祝日・休校日2本
※白河方面へは昼・夕方の下校時間帯に平日5本、土日祝日・休校日3本
※2009年3月20日のダイヤ改正により廃止
（白河 - ）磐城逆川 -（国道118号棚倉バイパス）- 棚倉高校前 - 磐城棚倉 - 新町 - 棚倉小学校前 - 棚倉郵便局前 - 裁判所口 - 棚倉古町 - 鉄炮町 - 東中居 - 西中居 - 祖父岡

■新白河・緑ヶ丘経由
白河 - 祖父岡
※棚倉方面へは平日3本、土日祝日・休校日1本
※白河方面へは平日・土日祝日・休校日ともに3本
※2009年3月20日のダイヤ改正により廃止
白河 - 道場町 - 白河高校前 - 高山 - 新白河 - 住宅前 - 緑ヶ丘 - メガステージ前 - 白河モール前 - 小丸山 - 団地前 - 南湖公園（ - 磐城棚倉）

## 航空写真
国土交通省 国土地理院 地図・空中写真閲覧サービスの空中写真を基に作成
- 撮影年度:昭和50年（1975年）度
- 国道289号改良工事によって、一般道へ転換される前のバス専用道を見ることができる。

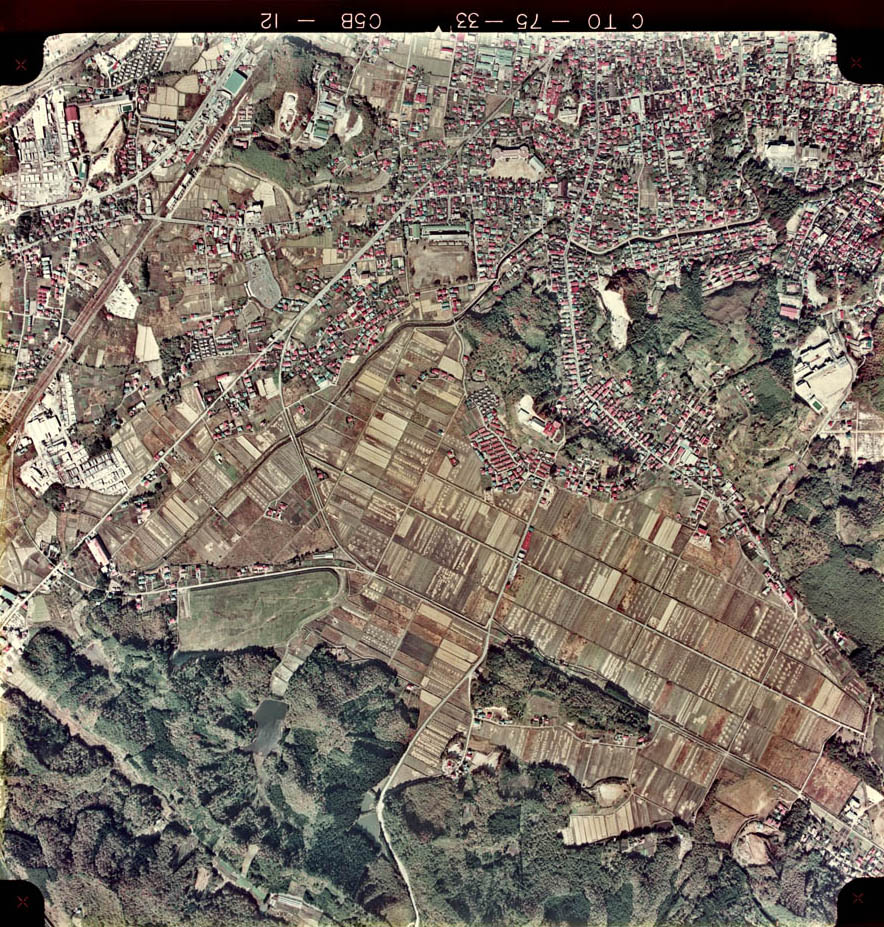
国鉄磐城西郷駅周辺
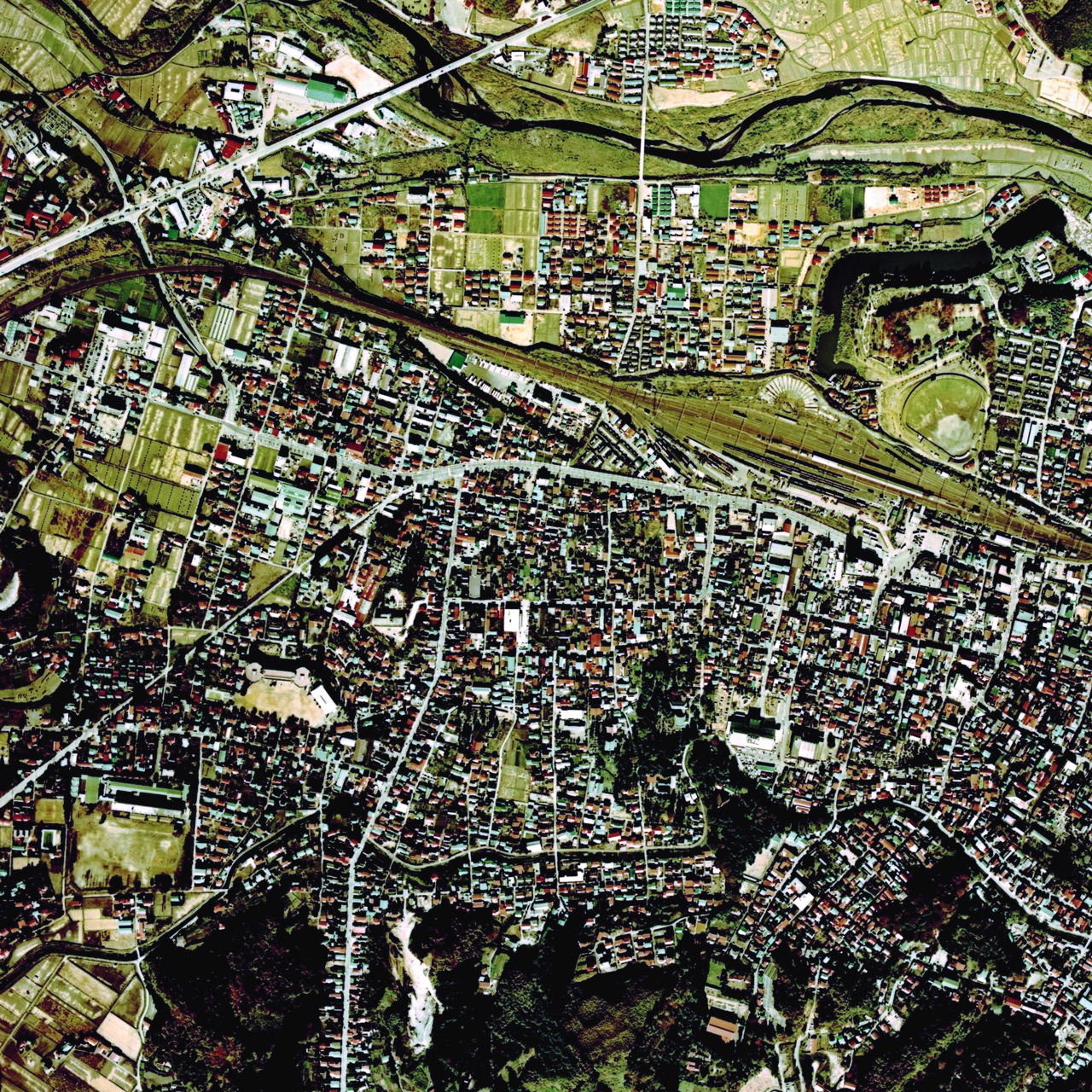
国鉄白河駅周辺
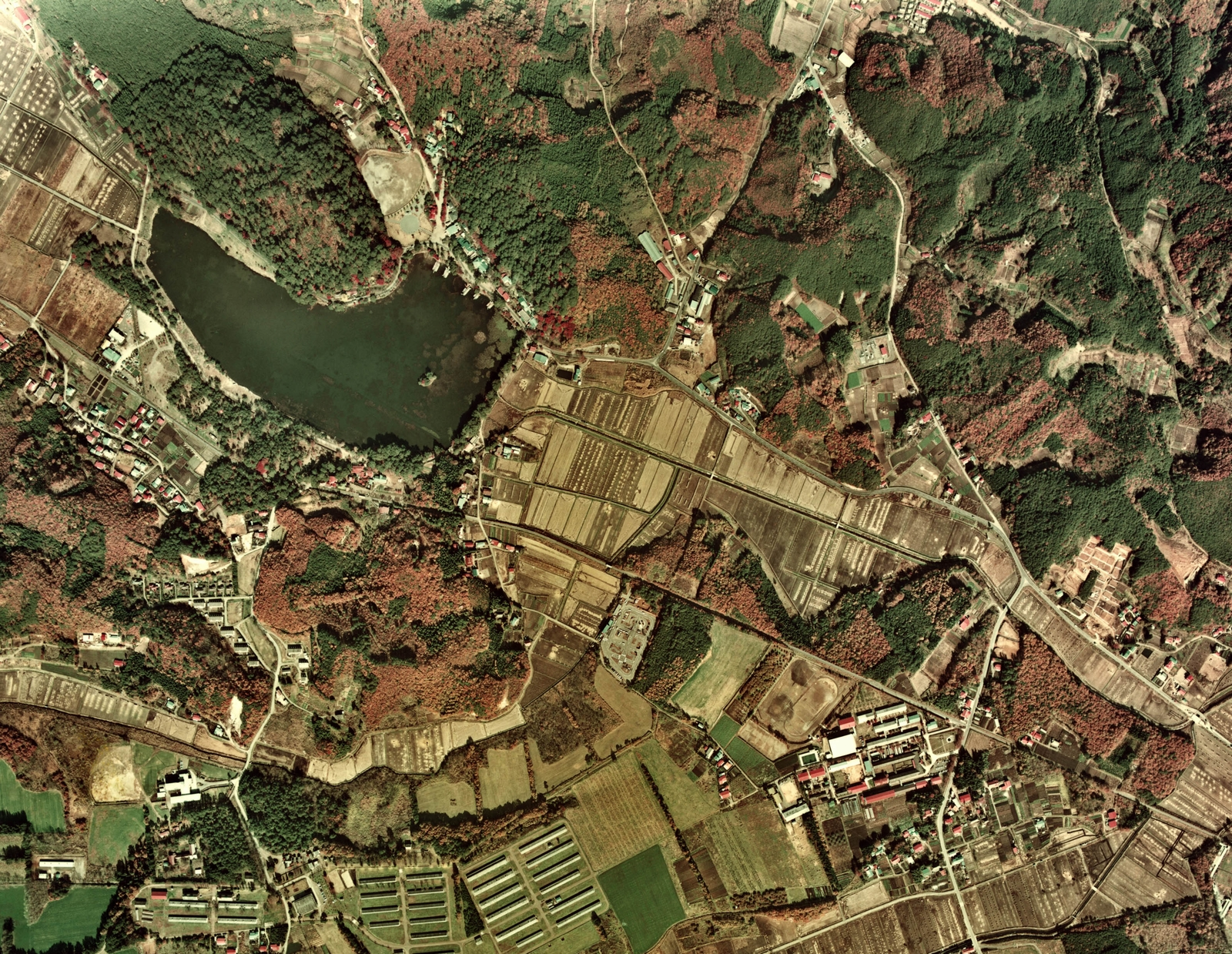
南湖公園周辺
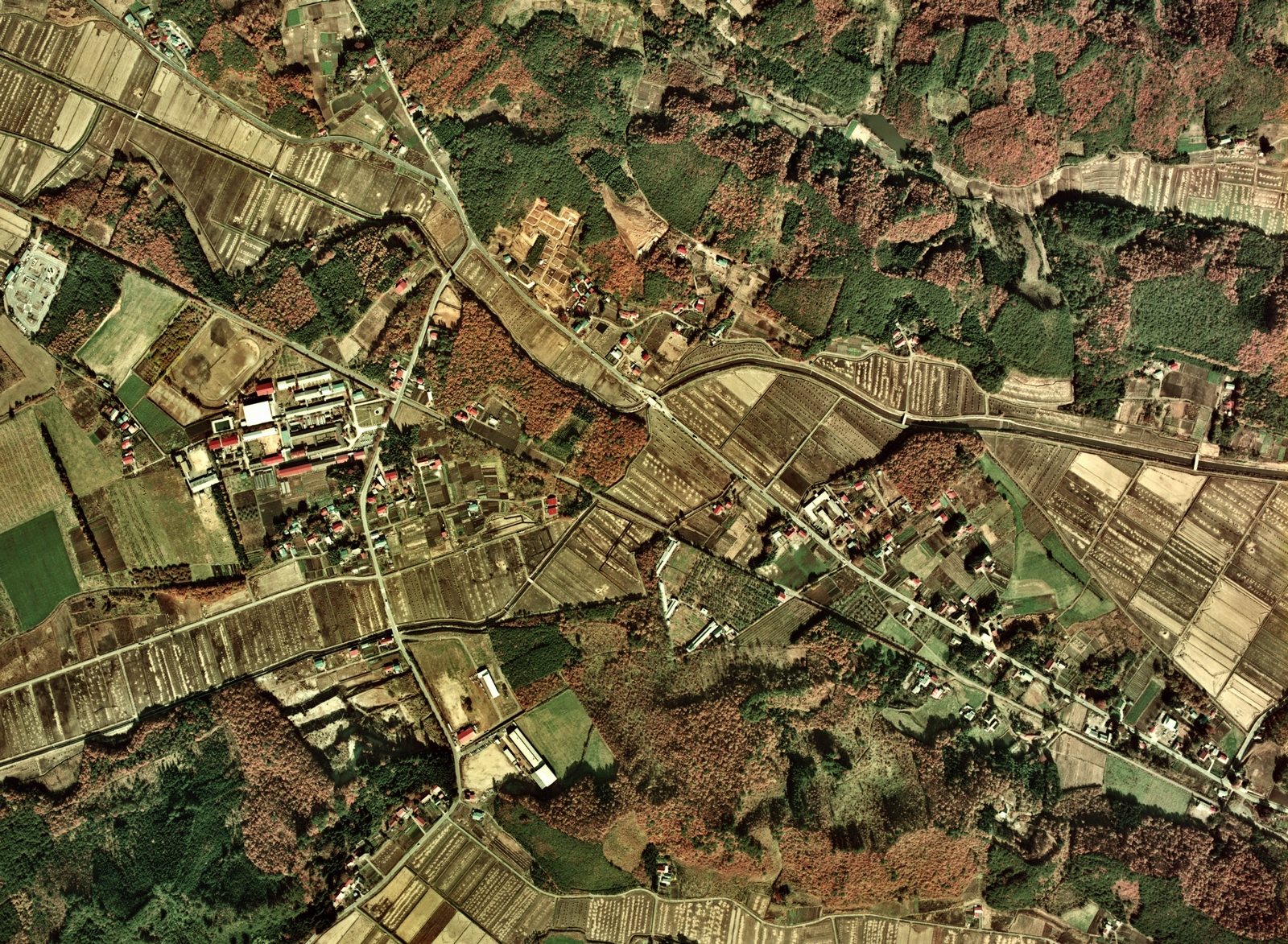
県立白河実業高校周辺
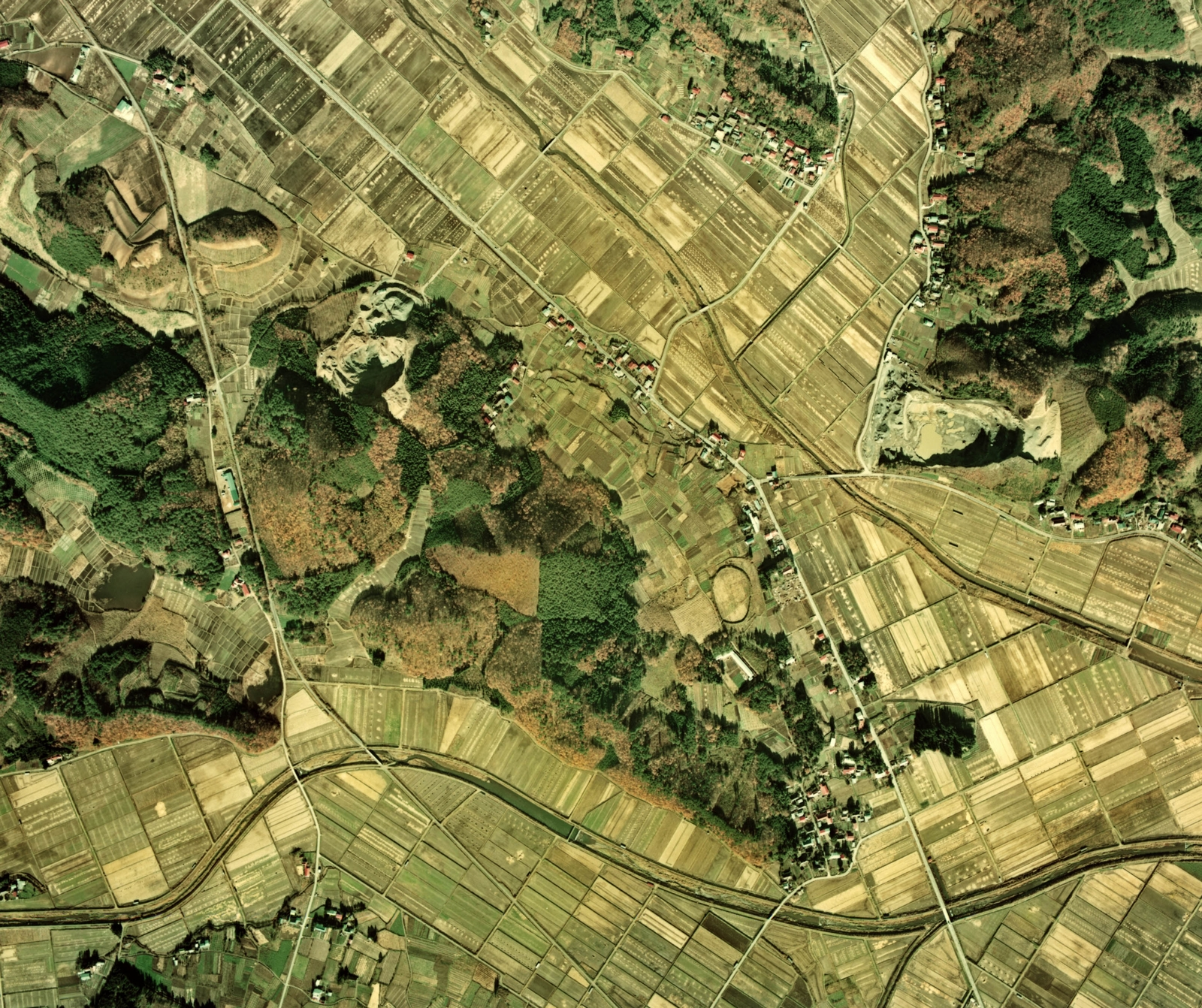
旧表郷村谷中地区周辺
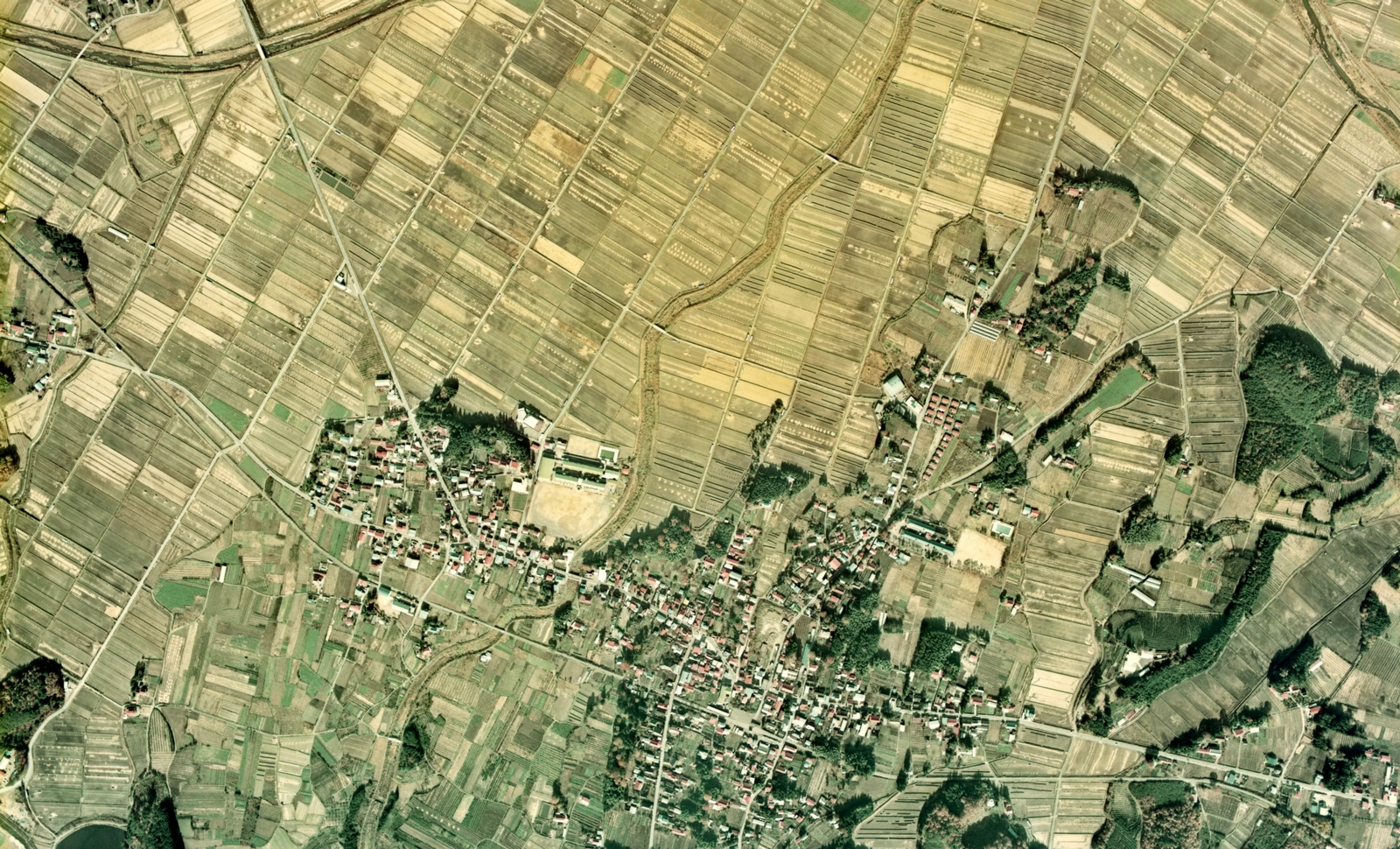
国鉄バス磐城金山駅周辺
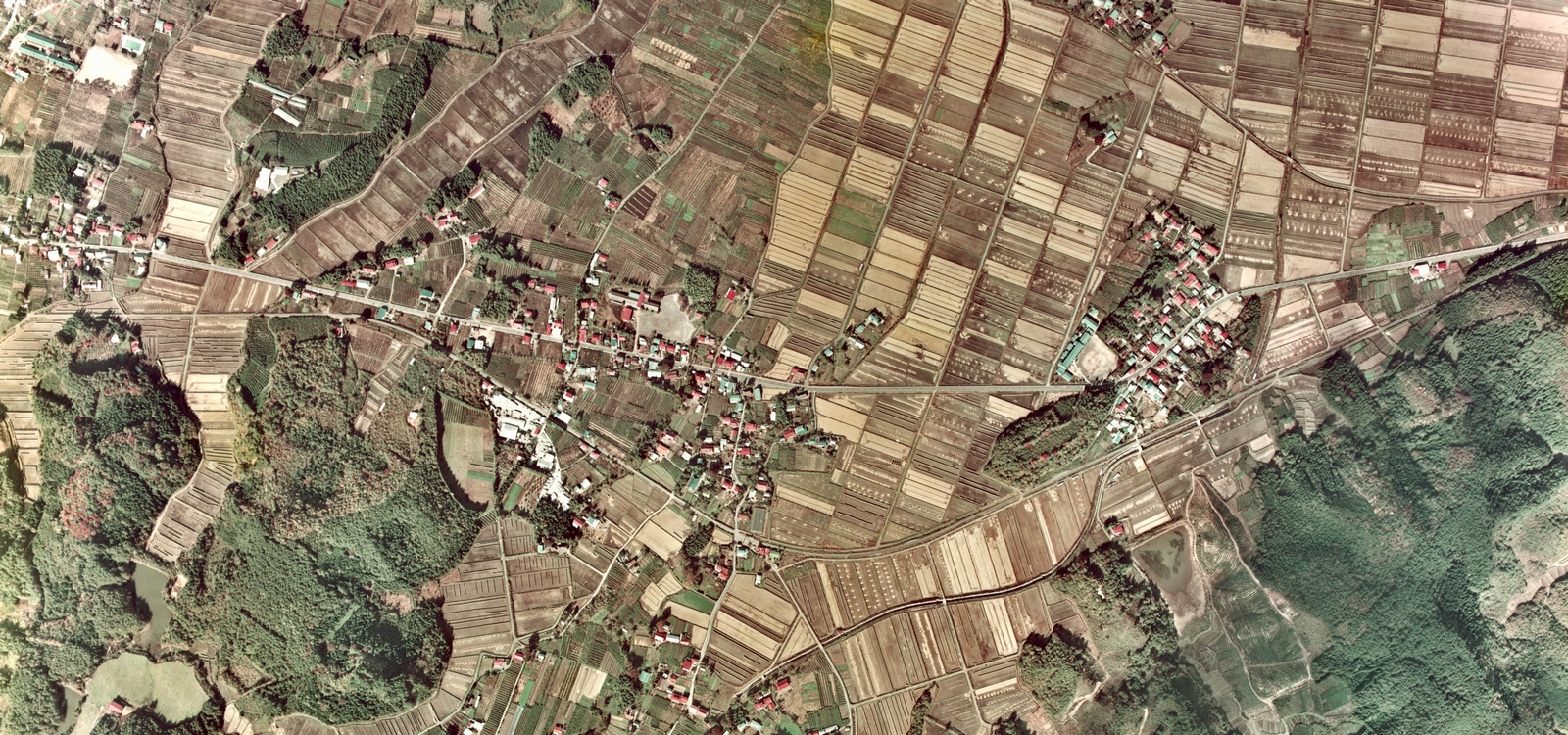
旧表郷村高木地区周辺
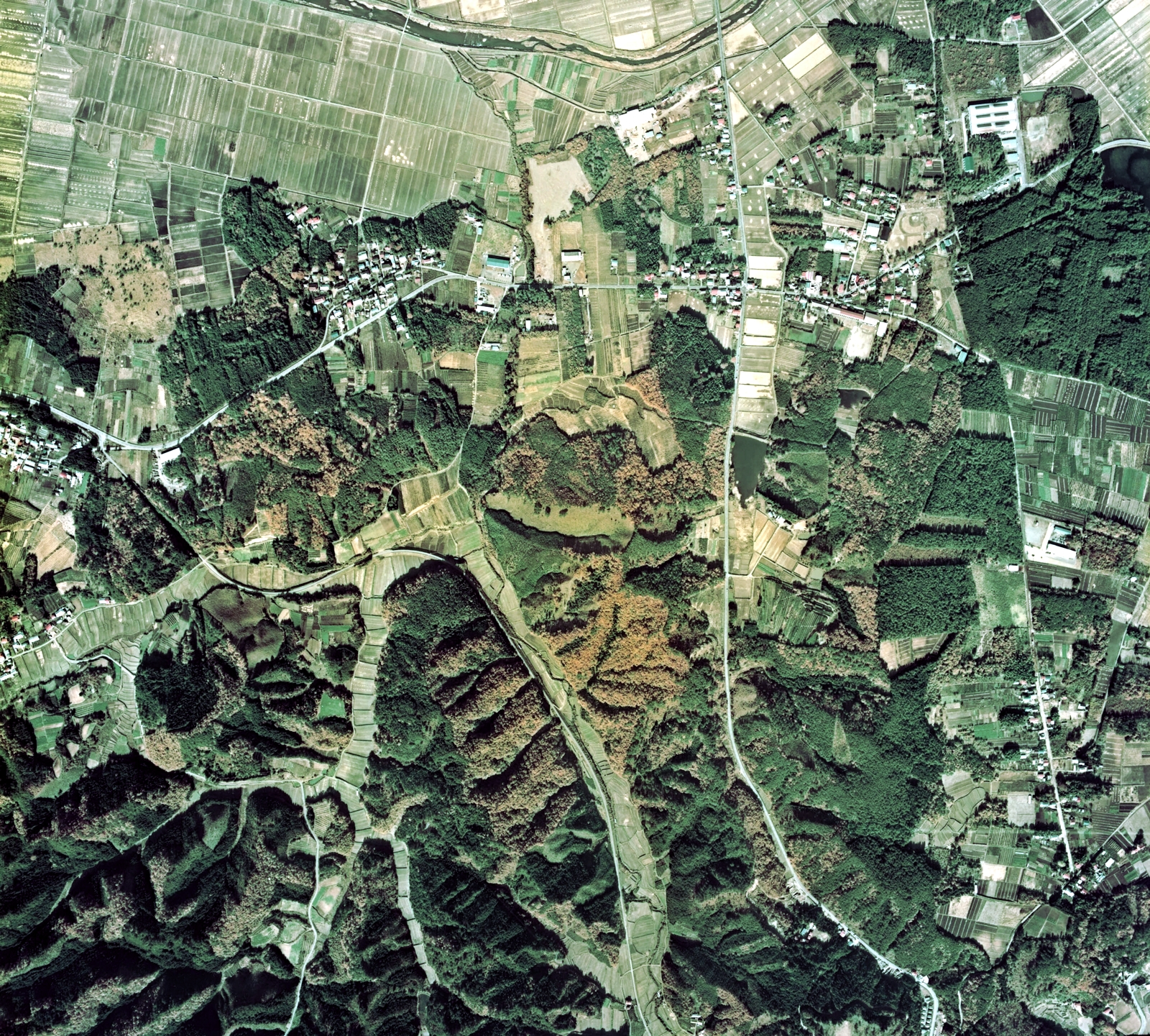
棚倉町逆川地区周辺
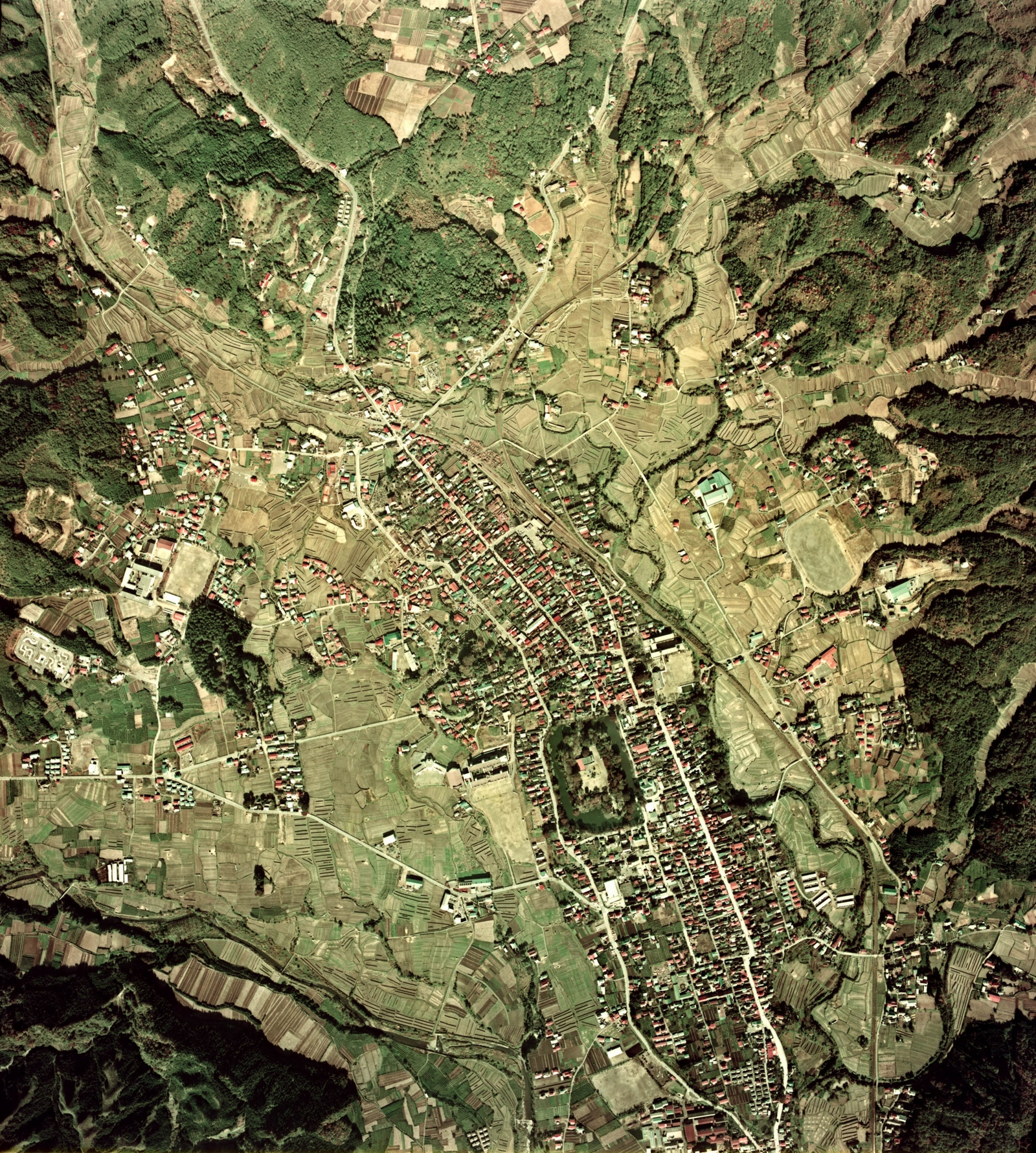
国鉄磐城棚倉駅周辺

## その他
バス路線乗降自由区間の存在
かつて、JR東日本が1998年4月1日から2002年10月1日まで発売した、周遊きっぷのゾーン券（福島・会津ゾーン）を提示することにより、白棚線の一部区間に限って自由に乗降することができた（2002年10月1日に同周遊ゾーンの周遊きっぷが廃止になり、乗降自由の区間が無くなった）。
利用区間:白河 - 新白河 - 磐城棚倉 - 棚倉古町 - ルネサンス棚倉

バス配布時刻表
2004年3月13日ダイヤ改正以降の配布時刻表には、白棚高速線開業当時をモチーフとしたデザインへ変更された。社名表記は変更されているものの、開業当時の資料から忠実に作成されている。
白棚高速線50周年記念誌
2007年（平成19年）4月26日に開業50周年を迎えた白棚線の記念として『白棚高速線50周年記念誌』が刊行されている。
ラッピングバス運行記念きっぷ（白棚線60周年）
2018年（平成30年）3月1日より、白棚線の開業60周年記念ラッピングバス運行にあたり、「ラッピングバス運行記念きっぷ」を発売した。硬券2枚のセットで、限定1,000セットの販売である。
ICカードの利用
地域連携ICカードである「LOCOCA」の他にも、「Suica」・「PASMO」などの交通系ICカードの利用が可能。「LOCOCA」は、JRバス関東では白河支店とバス車内で発売する。交通ポイントは、既に地域連携ICカードを導入しているJRバス東北盛岡支店・二戸支店が運行する早坂高原線・「白樺号」（「iGUCA」）とJRバス関東宇都宮支店・西那須野支店（「totra」）では導入しているが、本路線では導入しない（新常磐交通では交通ポイントを導入）。福島交通の「NORUCA」は利用できない。